# السفاح الأعمى
السفاح الأعمى (بالإنجليزية: The Blind Assassin)‏ هي رواية للكاتبة الكندية مارغريت آتوود، نشرت عام 2000 من دار نشر ماكليلاند آند ستيوارت. 

## القصة
تدور أحداث الرواية في كندا، من وجهة نظر معاصرة، وتحكي أحداث سابقة تمتد في القرن العشرين. 
الشخصية الرئيسية للرواية هي آيريس تشايس وشقيقتها لورا، ينشآن في حالة ميسورة، لكن يتيمتي الأم في مدينة في جنوب أونتاريو. وتتذكر آيريس وهي كبيرة في السن الأحداث والعلاقات في طفولتها وشبابها ومنتصف عمرها، ومنها الزواج غير السعيد من أحد رجال أعمال مدينة تورونتو ريتشارد غريفين. 
وتروي الرواية رواية أخرى على لسان شقيقتها لورا، لكن تحكى على لسان آيريس. وتدور حول أليكس توماس، سياسي راديكالي يؤلف قصص خيال علمي، يرتبط بعلاقة مبهمة مع الشقيقتين. والقصة الثانية نفسها تتضمن قصة ثالثة وهي بعنوان «السفاح الأعمى» التي تعطى الرواية كلها اسمها، وهي قصة خيالية يرويها أليكس إلى لورا في القصة الثانية.

## التقدير
منحت الرواية جائزة مان بوكر في 2000، وجائزة هاميت في 2001، وعدداً من الترشيحات الأخرى.

## روابط خارجية
- السفاح الأعمى على موقع الموسوعة البريطانية (الإنجليزية)